# Zora (jméno)
Zora je ženské rodné jméno slovanského původu, které má význam jitřenka.
Podle českého kalendáře má svátek 26. ledna.

## Statistické údaje
Následující tabulka uvádí četnost jména v ČR a pořadí mezi ženskými jmény ve srovnání dvou roků, pro které jsou dostupné údaje MV ČR – lze z ní tedy vysledovat trend v užívání tohoto jména:
| Rok       | Četnost   | Pořadí   |
| 1999      | 1758      | 177.     |
| 2002      | 1734      | 178.     |
| Porovnání | o 24 méně | o 1 hůře |

Změna procentního zastoupení tohoto jména mezi žijícími ženami v ČR (tj. procentní změna se započítáním celkového úbytku žen v ČR za sledované tři roky) je -0,6%.

## Známé nositelky jména
- Zora Andrich – americká modelka a herečka
- Zora Arkus-Duntov – belgický inženýr
- Zora Böserlová – česká herečka
- Zora Božinová – česká herečka
- Zora Czoborová - slovenská fitness trenérka
- Zora Duntov – americká inženýrka
- Zora Neale Hurstonová – americká folkloristka a spisovatelka
- Zora Jandová – česká zpěvačka a herečka
- Zorka Janů – česká herečka, sestra Lídy Baarové
- Zora Jehličková – česká operní pěvkyně
- Zora Jiráková – česká herečka
- Zorka Kepková – česká moderátorka
- Zora Kostková – česká herečka
- Zora Kratochvílová – česká moderátorka
- Zorka Prachtelová – česká horolezkyně
- Zorka Ságlová – česká malířka a textilní výtvarnice

- Zorica Dubovská – česká spisovatelka, indonésistka
- Zorica Gajič – doktorka
- Zorica Grba – zpěvačka
- Zorica Jovanovic – srbská herečka
- Zorica Kondža – zpěvačka
- Zorica Němcová – slovenská stomatoložka
- Zorica Šumanidac – srbská herečka
- Zorica Vojinović – srbská házenkářka
- Zorica Živanović – volejbalistka